# Smartwings
Smartwings, a.s. (IATA: QS, ICAO: TVS, dříve Travel Service) je letecká společnost patřící do koncernu Smartwings Group.
Jako hlavní základnu v Česku Smartwings využívá Letiště Václava Havla Praha, celkem v roce 2018 operoval z dvanácti základen v sedmi zemích. Smartwings provozoval v roce 2018 pravidelné linky do více než 80 destinací.
Za rok 2018 společnost Smartwings na svých pravidelných i charterových linkách přepravila 6,1 milionů cestujících. V roce 2019 byl ekonomický provoz společnosti ovlivněn uzemněním letadel Boeing 737 MAX. V červenci 2022 přepravila 1 105 701 cestujících, počet destinací byl 70 a obsazenost 95 %. Šlo o nárůst o 1,7 % oproti roku 2019.
Smartwings má mezinárodní bezpečnostní audit IATA Operational Safety Audit (IOSA) platný do července 2026.
Součástí skupiny Smartwings Group jsou také České aerolinie a dceřiné společnosti Smartwings Poland, Smartwings Hungary a Smartwings Slovakia. Generálním ředitelem a částečným vlastníkem je Roman Vik, zakladatelem a spoluvlastníkem je Jiří Šimáně.
Jediným akcionářem jsou České aerolinie se 100% podílem.

## Historie
Společnost zahájila provoz v druhé polovině roku 1997 jako Travel Service. U vzniku Travel Service stála Česká správa letišť, která vlastnila 34 % a zbylých 66 % cestovní kancelář Canaria Travel. Jako první začala společnost v roce 1997 provozovat ruský letoun Tupolev Tu-154 (OK-VCP), který předtím provozovala společnost Ensor Air, původně pocházel ze státní letky Československa. O rok později Travel Service nasadil do své flotily americké Boeingy 737-400.

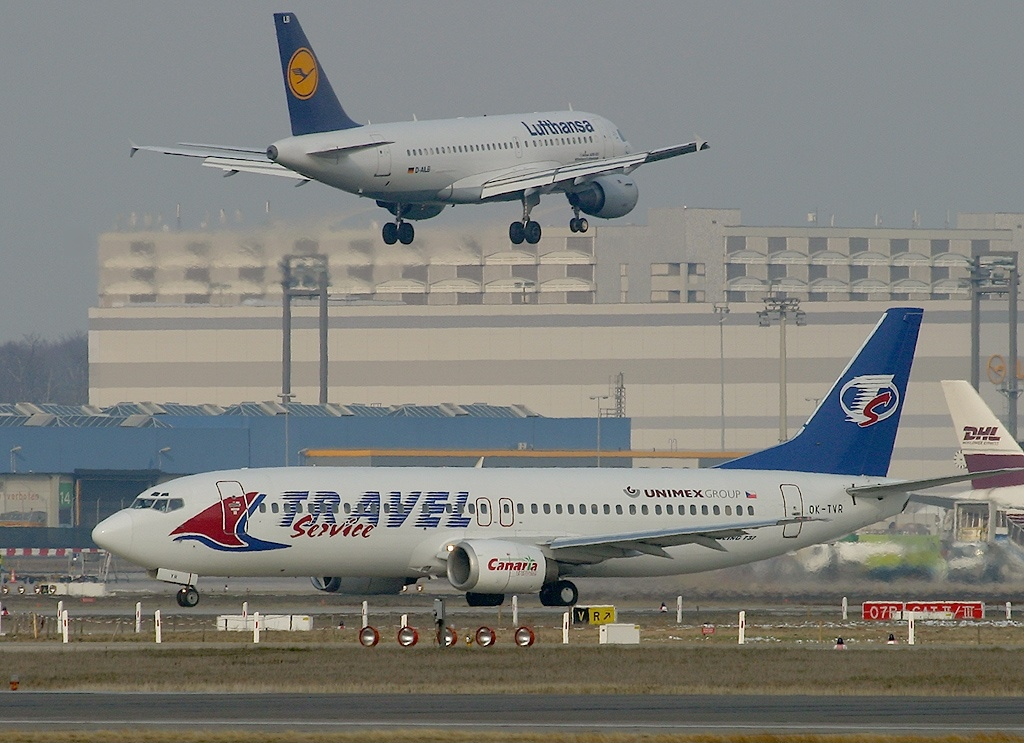
Boeing 737-400 společnosti Travel Service na letišti ve Frankfurtu nad Mohanem v roce 2004

Od roku 2007 a do února 2013 byl Travel Service členem islandské letecké skupiny Icelandair Group, pod kterou spadá společnost Icelandair. Icelandair Group prodala svůj třicetiprocentní podíl v české firmě zpět původním akcionářům, tedy firmám podnikatelů Romana Vika, Jiřího Šimáně a Jaromíra Šmejkala.
V květnu roku 2004 začala společnost provozovat pravidelné linky pod značkou Smartwings. Od června 2007 se dále portfolio služeb rozrostlo o provozování privátních letů aerotaxi – kategorie business jet. K těmto letounům využívá většinou svá letadla Cessna Citation.
V roce 2007 si Travel Service objednal jeden Boeing 787-8 Dreamliner pro dálkové lety, v roce 2013 však tuto objednávku zrušil a objednal namísto toho postupně 39 Boeingů 737 MAX. Travel Service si na zimu 2008/09 a 2009/10 vypůjčil širokotrupý letoun Boeing 767-300ER pro charterové lety například do Thajska nebo Kuby. V roce 2007 si od Air Slovakia pronajímal typ Boeing 757-200.
Postupně si TVS zařídil několik zahraničních poboček (dceřiných společností) — v roce 2001 vznikla společnost Travel Service Hungary (Maďarsko), v roce 2010 Travel Service Slovakia (Slovensko), v roce 2012 Travel Service Polska (Polsko).
Pro letní sezónu 2013 zajišťoval přepravu klientů švýcarského touroperátora Hotelplan Suisse.Od října 2016 si Travel Service měla pronajmout letadlo Airbus A330-200 pro lety do Dubaje, měla tak konkurovat společnostem Emirates a Flydubai. Travel Service nakonec Airbus A330 dodal pro svou polskou pobočku, kde provozuje v zimě 2016/17 charterové lety do zámořských destinací.
Dne 30. března 2016 byl navýšen podíl čínské skupiny CEFC v Travel Service na 49,92 %.
Společnost Travel Service působí také ve Francii, v letní sezóně 2017 zde otevřela 20 pravidelných sezónních linek z francouzských letišť Paříž–Charlese de Gaulla, Lille (Lille), Lyonu, Nantes (Nantes) a Brestu (Brest). Ve Francii bázovala celkem pět letadel – dvě v Paříži, dvě v Lyonu a jedno v Lille. Linky sloužily jak pro cestovní kanceláře, tak pro individuální cestující, pod značkou Smartwings. Ve Francii firma zaměstnává přibližně 170 pilotů a stevardů.
V roce 2017 také společnost poprvé ve svých letadlech zavedla připojení na internet přes speciální Wi-fi portál.
Začátkem roku 2018 společnost jako jedna z prvních na světě začlenila do své flotily Boeing 737 MAX 8, kterých má objednáno celkem 39, přičemž v prvním pololetí 2018 jich převzala celkem 5. Všechny stroje v barvách značky Smartwings.
Po krachu aerolinie Primera Air přesunul v říjnu 2018 Travel Service dvě svá letadla na letiště Keflavík na Islandu, aby obsluhovaly lety cestovních kanceláří, které měly uzavřený kontrakt se zkrachovalou společností.
Dne 6. října 2017 se Travel Service stal majoritním vlastníkem Českých aerolinií a získal v nich podíl 97,74 procent. Odkoupil totiž 44 % od společnosti Korean Air a 20 % od státního podniku Prisko, přičemž 34 % již Travel Service vlastnil.
Počátkem roku 2024 byly akcie odkoupeny od čínské firmy CITIC. Později roku 2024 končí sesterské ČSA, které se staly mateřskou společností.

## Počet přepravených cestujících Travel Service
Následující graf zobrazuje počty cestujících (v milionech), které společnost Travel Service v jednotlivých letech působení přepravila:

### Přejmenování
V roce 2017 přepravil Travel Service na svých letech 2,64 milionů cestujících, přičemž dceřiná značka společnosti Smartwings 2,86 mil. a společnost České aerolinie 2,67 mil. V říjnu 2018 došlo k vytvoření koncernu Smartwings Group pod který tak nově spadaly České aerolinie, Travel Service a jeho pobočky v Polsku, Maďarsku a na Slovensku i značka Smartwings. V prosinci 2018 společnost změnila svůj název na Smartwings, a.s. a veškeré operace společnosti se sjednotily pod jednu značku.
Od únoru 2019 má společnost Smartwings codeshare smlouvu s izraelskou aerolinií Israir.
Dne 16. března 2020 společnost Smartwings spolu s Českými aeroliniemi v reakci na státní nařízení kvůli zabránění šíření pandemie covidu-19 rozhodla o přerušení provozu svých letů z či do České republiky.
Dne 18. května 2020 se začaly obnovovat lety z a do ČR. 

## Akcionáři
Vlastnická struktura společnosti je komplikovaná. K 31. 12. 2018 držela 49,92 % akcií hongkongská společnost China International Group Corporation Limited, která měla v minulosti patřit do skupiny čínské CEFC China Energy Company Limited, v roce 2018 však byla vlastněna řetězcem firem, na jejichž vrcholu je s 90% podílem čínský podnikatel Jie Ťien-ming, na valných hromadách společnost zastupuje Jaroslav Tvrdík. 27,68 % akcií držela česká společnost Canaria Travel, spol. s r.o., kde od července 2018 50% obchodní podíl drží česká společnost Unimex Group a druhou polovinu pak česká společnost TO – SERVIS spol. s r.o. Jejím 95% společníkem je Lenka Viková, manželka generálního ředitele Smartwings Romana Vika. 11,2 % akcií Smartwings pak vlastnil Roman Vik přímo, zbylých 11,2 % akcií pak vlastnila Unimex Group, jejímž největším vlastníkem byl k 31. 12. 2018 podnikatel Jiří Šimáně (30 % přímo, 30 % prostřednictvím společnosti Neville Investments B. V, sídlící v Nizozemsku ).
Podle výroční zprávy za rok 2019 se v tomto roce změnila majetková struktura společnosti tak, že k 31. 12. 2019 vlastní Unimex Group 11,2 % akcií přímo, dalších 13,8 % přes společnost UG Jet 2, s.r.o., 25 % akcií firma EH Group, s.r.o., vlastněná Romanem Vikem, zbylých 49,9 % pak hongkongská holdingová společnost Rainbow Wisdom Investments Limited patřící přes holdingové společnosti Hengxin Enterprises (sídlící na Britských panenských ostrovech) a Beijing CITIC Enterprise Management (sídlící v Pekingu) čínské státní společnosti CITIC Group.
Podle výroční zprávy za rok 2023/24 se v tomto roce změnila majetková struktura společnosti tak, že k 23. 2. 2024 vlastní Unimex Group 11,2 % akcií přímo, dalších 13,8 % přes společnost UG Jet 2, s.r.o., 25,08 % akcií firma EH Group, s.r.o. a 49,92 % společnost Prague City Air.

## Hodnocení společnosti
V roce 2014 se společnost Smartwings umístila jako 3. nejdražší nízkonákladová letecká společnost z celého světa na žebříčku serveru Aletenky.cz, přičemž průměrná cena letenky byla 185 euro. V hodnocení Skytrax v roce 2016 se Smartwings dostaly mezi 21 nejhorších leteckých společností světa, dostaly dvě hvězdičky z pěti. 
Společnost Czech Airlines (ČSA), která je od roku 2018 součástí společnosti Smartwings, a zároveň je mezinárodně známější, byla v roce 2019 na serveru TripAdvisor hodnoceny třemi hvězdičkami z pěti podle zhruba dvou tisíc recenzí. Podle žebříčku AirHelp se Czech Airlines umístily na 59. místo ze 72 hodnocených aerolinek.  Přičemž v letech 2004, 2005, 2006 společnost ČSA obdržela na základě odborné veřejnosti ocenění „Nejlepší letecká společnost se sídlem ve střední a východní Evropě“.[zdroj?] V roce 2016 byly ČSA společností Skytrax ohodnoceny jako tříhvězdičková letecká společnost.

## Hospodaření
| miliony korun   | 2005  | 2006  | 2007  | 2008  | 2009  | 2016          | 2017          | 2018               |  |
| --------------- | ----- | ----- | ----- | ----- | ----- | ------------- | ------------- | ------------------ |  |
| Tržby           | 4 391 | 4 844 | 5 818 | 6 511 | 7 006 | 15,5 mld. Kč  | 19,4 mld. Kč  | 29,9 mld. Kč       |  |
| Provozní zisk   | 40    | 73    | 205   | 384   | 344   | 274,2 mil. Kč | 223,9 mil. Kč | 303,2 mil. Kč      |  |
| Čistý zisk      | −25   | 15    | 156   | 4     | 212   | 193,3 mil. Kč | −52,3 mil.    | 467,5 mil. Kč      |  |
| Aktiva          | 1 074 | 1 205 | 1 564 | 2 226 | 1 653 | 4,479 mld. Kč | 4,342 mld. Kč | 5,964 098 mld.Kč\| |  |
| Vlastní kapitál | 70    | 62    | 237   | 158   | 409   | 1,981 mld. Kč | 1,444 mld. Kč | 1,4 mld. Kč        |  |
| Závazky         | 1 004 | 1 143 | 1 327 | 2 068 | 1 245 | 2,386 mld. Kč | 2,772mld. Kč  | 4, 148 mld. Kč     |  |

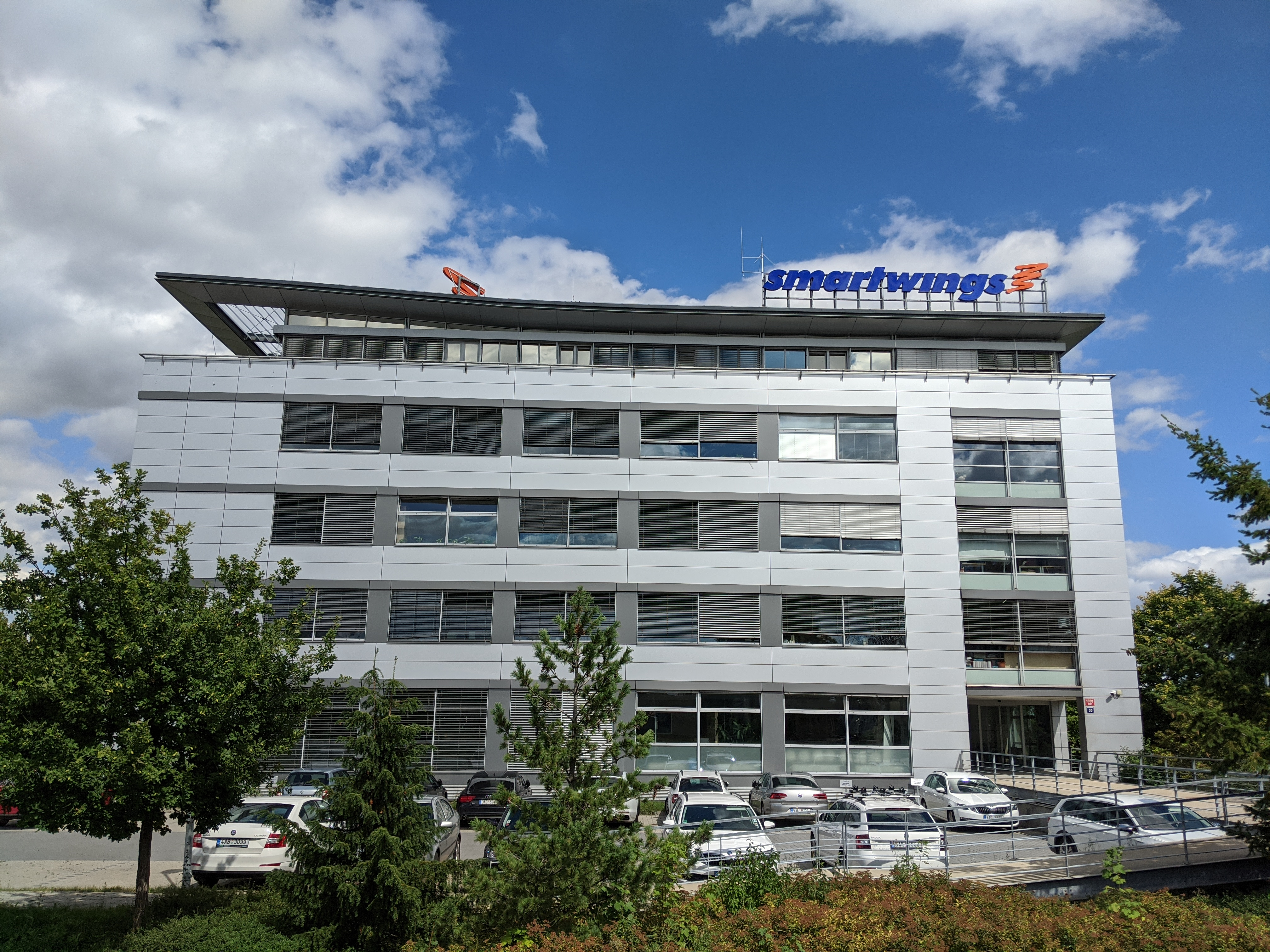
Sídlo letecké společnosti Smartwings v Praze

- V roce 2019 půjčil akcionář a jeden z vlastníků Jiří Šimáně společnosti 700 miliónů Kč kvůli uzemnění letadel Boeing 737 MAX. Svou půjčku chtěl ale kapitalizovat, tedy dostat zpět. [49]
- V lednu 2020 napsal premiér Andrej Babiš (Hnutí Ano) dopis společnosti Boeing, kde lobboval za firmu Smartwings a apeloval na firmu Boeing, aby uznala společnosti Smartwings škodu za uzemněná letadla Boeing 737 MAX a pomohla firmě z finanční krize s tím, že společnost Smartwings nemá dostatek hotovosti a je v obtížné finanční situaci. O dopisu se veřejnost dozvěděla až v červenci 2020. [50] [51] To by znemožňovalo firmě Smartwings dosáhnout na podpůrný program COVID Plus, neboť dle podmínek firma nesměla být ve finančních potížích před vypuknutím COVID - 19 krize. [52]
- Roman Vik v červnu 2020 uvedl v rámci debaty o státní pomoci Smartwings, že čeští akcionáři vložili do firmy 700 miliónů Kč bez upřesnění, zda se jednalo o částku potřebnou na pokrytí ztrát kvůli covidu-19 nebo zda se jednalo o půjčku již z roku 2019, kterou chtěl Jiří Šimáně kapitalizovat. [53][49] Program COVID Plus - státní garance půjčky až do výše 80% se vztahuje na dopravce, kteří neměli finanční problémy před vyhlášením nouzového stavu 12.3.2020, byla schválená vládou ČR dne 29. 6. 2020. [54]
- 23. 7. 2020 uvedl jeden z vlastníků, Jiří Šimáně, že čeští akcionáři z výše uvedené částky měli vložit do firmy kvůli covidu-19 pouze 200 miliónů Kč, neboť čeští akcionáři poskytli v roce 2019 půjčku Smartwings 600 miliónů Kč. [55] Přičemž firma uvedla v roce 2019 v pozvánce na Valnou hromadu Smartwings, že Jiří Šimáně osobně firmě půjčil 700 miliónů Kč kvůli finančním problémům s uzemněním letadel Boeing 737 MAX. [49] Čínský vlastník Smartwings je dle Jiřího Šimáněho pasivní, co se týká jeho finanční spolúčasti na záchraně firmy.[55]
- 29. 7. 2020 Společnost dostala od státní Exportní garanční a pojišťovací společnosti (EGAP) hodnocení, které je nutné pro získání úvěru se státní zárukou ze státního programu COVID Plus, na nejnižší možné hranici, označené jako "vysoce spekulativní". Může čerpat ze státního úvěru pouze 70 % z celkové částky, vedení společnosti tedy musí dále jednat s bankami, které ponesou 30% riziko. [56] [57]
- 26. 8. 2020 požádaly letecké společnosti vlastněné Smartwings Group - Smartwings a.s. a České aerolinie u Městského soudu v Praze o vyhlášení moratoria umožňujícího odklad splatnosti dluhů dle tzv. Lex covid. [58]
- 27. 8. 2020 Městský soud v Praze schválil žádost Smartwings a Českých aerolinií a odsouhlasil mimořádné moratorium před zahájením insolvenčního řízení na 3měsíce. Během těchto 3 měsíců nemůže být vyhlášen úpadek společností Smartwings a Českých aerolinií. Vzhledem k moratoriu nebudou vypláceny refundace cestujícím za zrušené lety. [59][60]
- V srpnu 2020 Městský soud v Praze schválil žádost Smartwings a Českých aerolinií a odsouhlasil mimořádné moratorium před zahájením insolvenčního řízení na 3 měsíce. Během těchto 3 měsíců nemohl být vyhlášen úpadek společností Smartwings a Českých aerolinií. Vzhledem k moratoriu nebyly vypláceny refundace cestujícím za zrušené lety.[59][60]
- V říjnu 2020 na toto moratorium navázal přes víkend na Ministerstvu spravedlnosti vytvořenou novelou zákona č. 191/2020 Sb., zvaného Lex Covid II nebo rovněž Lex Smartwings, který Senát vrátil zpět k projednání kvůli zvýhodnění několika málo firem. Poslanci senát přehlasovali v listopadu 2020 a novela vstoupila v platnost. Tak mohl Smartwings zažádat o prodloužení dluhového moratoria do konce února 2021. To vede k nedobytnosti pohledávek věřitelů. [61] [62]
- V listopadu 2020 požádaly Smartwings a ČSA o prodloužení dluhového moratoria do konce února 2021, Městský soud v Praze jejich žádosti vyhověl. Vzhledem k Lex Smartwings firma nemusela mít k žádosti o prodloužení mimořádného moratoria souhlas věřitelů, což je ale podmínkou u běžné ochrany firmy před věřiteli, kdy je věřitelský souhlas nutný. [62][63]
- 26. 2. 2021 Městský soud v Praze na žádost Smartwings prodloužil dluhové moratorium o další měsíc, tj. do 26. 3. 2021. S prodloužením moratoria souhlasila většina věřitelů.[64][65]

### Sídlo společnosti
Společnost Smartwings sídlí na adrese K letišti 30, Praha 6 - Ruzyně. Budovu i pozemek dle Katastru nemovitostí vlastní v květnu 2020 Letiště Praha a.s.

## Soudní spory a státní pomoc
- Travel Service podal v letech 2010–2012 několik žalob kvůli pomoci státu státním aerolinkám ČSA před jejich privatizací. Jednalo se celkem o 6 soudních sporů ze strany Travel Service, čtyři před českými soudy a dva před Evropskou komisí, v celkové výši až 2,7 miliardy korun. Kvůli těmto soudům představovala koupě ČSA pro případné zájemce riziko.
- Pomoc státu pro ČSA kvůli zvýšení ceny státní firmy ČSA před vlastní privatizací kritizoval především jeden z vlastníků Travel Service, Jiří Šimáně, což vyústilo k podání žalob ze strany Travel Service.[67][68]
- Spory byly urovnány rozhodnutím bývalého ministra financí Miroslava Kalouska z 5. prosince 2012 o utlumení a konci činnosti Holidays Czech Airlines (HCA, dceřiné, následně sesterské společnosti ČSA v rámci Českého Aeroholdingu). Travel Service (v roce 2018 přejmenován na Smartwings) si vzápětí pronajal část letadel HCA, a přebral i zakázky Holidays Czech Airlines a získal tak monopol na trhu charterové dopravy pro české dovolenkáře.[69][70]

##### Státní pomoc 2020
- V dubnu roku 2020, 3 roky po vlastní koupi ČSA, žádá bývalý odpůrce pomoci státu pro ČSA – Smartwings zejména prostřednictvím miliardáře a sponzora hnutí ANO Jiřího Šimáně o před několika lety žalovanou pomoc státu pro Smartwings či ČSA.[71]
- 5. 4. 2020 Michaela Maláčová – ČSSD – zmínila v pořadu České televize Otázky Václava Moravce opakující se ekonomické krize s tím, že „pak se to bude zase prostě, zisky budou soukromé, ztráty budou veřejné, tak to asi nemá smysl. To znamená privatizace ČSA, dneska Smartwings byla velká chyba.“
- 6. 4. 2020 Smartwings Group se důrazně ohrazuje proti skandálnímu vedení debaty moderátorem Václavem Moravcem v nedělním pořadu ČT, kterým bylo poškozeno její dobré jméno.[72]
- 7. 4. 2020 uvedl Jiří Šimáně, že je připraven jednat o majetkovém vstupu státu do Smartwings.[73] Dne 27. 4. 2020 prohlásil Jiří Šimáně za „scestné socialistické myšlenky“, že by akcionáři Smartwings jako záruku za státní půjčky zastavili svůj osobní majetek.[74]
- V dubnu a květnu 2020 přislíbil nejprve premiér (a přítel Jiřího Šimáně) Andrej Babiš (Hnutí Ano), poté Alena Schillerová a Karel Havlíček (oba nestraníci za Hnutí Ano, jež Jiří Šimáně při založení sponzoroval) přímou pomoc státu pro Smartwings v možné výši 2,5 miliardy Kč nebo odkup (i od čínského akcionáře). Proti finanční pomoci státu či odkupu Smartwings státem byla založena petice.[75][76][77]
- 19. 5. 2020 prohlásila Marie Benešová (nestraník za Hnutí Ano), jež má rozhodovat o podpoře státu pro Smartwings: „Tak pan Šimáně má ve společnosti 14 procent, dále tam mají podíl Korejci, plus do toho celého spadly ČSA jako takový přívažek. Jde o to zachránit národního dopravce, a ne Smartwings. Zároveň ve Smartwings mají podíl Korejci, kteří se o to ale přestali starat.[78][79][80] Upřesnění údajů – společnost Korean Air vlastnila ČSA v letech 2013–2018.
- 27. 5. 2020 reagoval ministr Karel Havlíček (nestraník za Hnutí Ano) na výroky Michaela O'Leary, ředitele Ryanairu v pořadu televize Prima, ohledně státních dotací pro Smartwings, které by dle O'Learyho názoru měly být vloženy do zdravotnictví a do pracovníků v první linii, kteří denně bojují proti covidu-19, a ne do aerolinek, jenž státní dotace nepotřebují, a že je Ryanair i další společnosti připraveny zaplnit místo po Smartwings na Letišti Václava Havla v Praze případě padnutí Smartwings, že Ryanair není princ na bílém koni.[81][82]
- 4. 6. 2020 I přes prohlášení společnosti v květnu 2020, že jsou pro ně vládní programy vytvořené kvůli škodám způsobeným Covid 19 nevhodné,[83] Ministerstvo práce a sociálních věcí potvrdilo CNN Prima News, že společnost Smartwings čerpala prostředky z programu Antivirus. Mluvčí společnosti potvrdila, že jen za březen 2020 se jednalo o 7 320 459 Kč.[84]

Ministr dopravy Karel Havlíček (nestraník za ANO) pochválil dohodu akcionářů na Valné hromadě Smartwings, ale úvěr nepřislíbil.
- 7. 6. 2020 prohlásila Alena Schillerová (nestranice za ANO) na CNN Prima News, že „Není to na pořadu dne, ta podpora Smartwings jako taková. Jsou tam akcionáři. Státní podpora je těžko obhajitelná, nikdy jsem to nepodporovala.“ Souhlasila s ní opoziční Markéta Pekarová Adamová (TOP 09), která uvedla: „Doufám, že (Smartwings) nedostane podporu. Není to strategická firma, nevidím důvod, proč by měla dostávat nadstandardní pomoc. Mají se zapojit akcionáři. Stát pomohl tím, že všechny repatriační lety realizoval Smartwings.“ Ministr Karel Havlíček (nestraník za ANO) na to reagoval pro zdopravy.cz: „Máme aktuální analýzy firmy, akcionáři komunikuji a je šance, že by firma mohla být podpořena na bázi vlastního kapitálu. Stát má navíc velmi omezené nástroje záruční podpory pro firmy tohoto typu.“[86][87]
- 12. 6. 2020 prohlásila Alena Schillerová (nestranice za ANO), že konkrétní podoba podpory společnosti není momentálně aktuální a neumí představit, že v Parlamentu by požadovala vláda státní zárukou jen pro jednu společnost. „To si skutečně neumím představit a v tuto chvíli není na stole žádná konkrétní podpora,“ uvedla. Zmínila ale, že se Smartwings zabývá Ministerstvo průmyslu a obchodu.[88]
- 13. 6. 2020 Dle ministra dopravy a průmyslu a obchodu Karla Havlíčka (nestraník za ANO) dochází k rozhovorům státních představitelů se společností Smartwings kvůli státní záruce za úvěry ve výši 500 až 900 000 000 korun kvůli pomoci firmě v době pandemie koronaviru. Jednou z podmínek je změna názvu Smartwings na ČSA a udržení 2500 zaměstnanců.[89]
- 15. 6. 2020 prohlásil vicepremiér Jan Hamáček (ČSSD), že by krach společnosti ČSA (myšlen zřejmě Smartwings a ČSA) vyšel na 1,2 miliardy korun.[90]
- 18. 6. 2020 Podvýbor Poslanecké sněmovny pro letectví a vesmírný program řešil společnost Smartwings. Poslanec a podnikatel Pavel Juříček (ANO) prohlásil, že Smartwings byl na pokraji bankrotu již v roce 2018 a nebyl před koronavirovou krizí tak zdravou firmou, jak deklarují akcionáři s tím, že firma má mnohem více závazků vůči věřitelům než vlastních pohledávek. Karel Havlíček odmítl řešit vlastnickou strukturu firmy a také nesouhlasil s uváděným ekonomickým výhledem 10% propadu ekonomiky poslance Jana Lipavského (Piráti).[91][92] Propad ekonomiky má ale být dle výhledu OECD pro ČR −9,6 % až −13,2 %[93]
- 20. 6. 2020 Ministerstvo dopravy České republiky poskytlo webu zdopravy.cz jednoduchou a obecnou tabulku, v níž ukazuje, jak došlo k částce 1,2 miliardy za případný bankrot Smartwings. Byly započítány i dluhy a není zcela jasné, kdy závazky Smartwings vůči uvedeným státním firmám vznikly.[94]
- 29. 6. 2020 Vláda vyhlásila program COVID Plus - státní garanci půjčky u komerčních bank zajišťovanou Exportní garanční a pojišťovací společností (EGAP)až do výše 80%, jež se vztahuje na dopravce s více než 250 zaměstnanci Tak by se teoreticky mohl týkat i Smartwings. Je ale určen firmám, které neměly finanční problémy před vyhlášením nouzového stavu 12. 3. 2020.[54][95]
- 29. 7. 2020 Společnost dostala od státní Exportní garanční a pojišťovací společnosti (EGAP) hodnocení, které je nutné pro získání úvěru se státní zárukou ze státního programu COVID Plus. Hodnocení od EGAP, které uvádí spolehlivost společnosti coby dlužníka, dostalo Smartwings na spodním konci škály, v pásmu označeném jako "vysoce spekulativní". O možném úvěru se státní zárukou 70 % z celkové částky musí vedení společnosti dále jednat s bankami, které tak ponesou 30% riziko.[56][57]
- V srpnu 2020 Městský soud v Praze schválil žádost Smartwings a Českých aerolinií a odsouhlasil mimořádné moratorium před zahájením insolvenčního řízení na 3 měsíce. Během těchto 3 měsíců nemohl být vyhlášen úpadek společností Smartwings a Českých aerolinií. Vzhledem k moratoriu nebyly vypláceny refundace cestujícím za zrušené lety.[59][60]
- V říjnu 2020 na toto moratorium navázal přes víkend na Ministerstvu spravedlnosti vytvořenou novelou zákona č. 191/2020 Sb., zvaného Lex Covid II nebo rovněž Lex Smartwings, který Senát vrátil zpět k projednání kvůli zvýhodnění několika málo firem. Poslanci senát přehlasovali v listopadu 2020 a novela vstoupila v platnost. Tak mohl Smartwings zažádat o prodloužení dluhového moratoria do konce února 2021. To vede k nedobytnosti pohledávek věřitelů.[61][62]

##### Postojčínskéhospoluvlastníka CITIC
- Dne 7. 4. 2020 uvedl Jiří Šimáně, že čínský spoluvlastník nekomunikuje ohledně finanční pomoci. „Ale pro nás by bylo jistě lepší, kdyby se CITIC dohodl s českým státem a svůj podíl mu prodal.“[73]
- Dne 5. 5. 2020 prohlásil jeden z majitelů Smartwings, Roman Vik, že Číňané nabízejí svůj podíl za 1 Kč.[96] To vzápětí tentýž den popřel zástupce čínského akcionáře Jaroslav Tvrdík. Uvedl, že „pokud si stát současně přeje znovu majetkově vstoupit do aerolinií, je CITIC dle jeho názoru připraven tuto alternativu podporovat.“[97][98]
- 16. 5. 2020 Zástupce čínského spoluvlastníka Jaroslav Tvrdík potvrdil, že se s ministrem průmyslu a obchodu Karlem Havlíčkem (Hnutí Ano) domluvili na vytvoření pracovní skupiny, která podíl státu na záchraně společnosti Smartwings projedná. Místopředseda vlády Karel Havlíček (Hnutí ANO) oznámil, že by stát mohl získat 100% podíl v aerolinkách, které nemají u zákazníků nejlepší reputaci.[99]
- 4. 6. 2020 Zástupce čínského akcionáře Jaroslav Tvrdík prohlásil: „Nový návrh akcionářů ve světle probíhající záchrany leteckých dopravců je ojedinělý a vstřícný. Je nyní na vládě, zda a jak záchranu leteckého přepravce podpoří. Bez její pomoci není dokončení komplexního plánu záchrany možné.“ Také uvedl: „Jestliže bude CITIC investovat, tak primárně proto, aby pomohl vládě.“[85]

##### Nesouhlas opozice a ČSSD
- Dne 16. 5. 2020 vyjádřil nesouhlas s avizovaným nákupem Smartwings vládní koaliční partner ČSSD – statutární místopředseda Roman Onderka. Nesouhlas se státní podporou vyjádřila i opozice (Zbyněk Stanjura – ODS, Věra Kovářová – STAN, Jan Lipavský, Ivan Bartoš, Mikuláš Ferjenčík – všichni Piráti, Miroslav Kalousek – TOP 09, Tomio Okamura – SPD)[100][101][102] Hlavními argumenty jsou například ekonomická nevýhodnost, netransparentnost výběru firmy pro pomoc státu. Pro cestující může být podstatným argumentem hodnocení služeb ČSA (část Smartwings) v mezinárodních žebříčcích (citovaných i výše), které se dostalo na nižší úrovni než RwandAir, jenž má srovnatelnou flotilu letadel.[103][104]

- Dne 17. 5. 2020 uvedl i místopředseda vlády Jan Hamáček – ČSSD, že nákup Smartwings „není na stole“, společnost má možnost získat podporu z podpůrných programů Antivirus. Nákup Smartwings státem kritizoval i Petr Fiala – ODS, za nesmysl ho označil Vít Rakušan – STAN. Jiří Středula – předseda Českomoravské konfederace odborových svazů zkritizoval nákup Smartwings státem a řekl, že by se stát měl soustředit na záchranu státní a skutečně strategické firmy Letiště Praha a v případě nákupu Smartwings za korunu by náklady (státu) přerostly v obrovitou hodnotu. Rovněž premiér Andrej Babiš (ANO) uvedl, že Smartwing zatím může čerpat z programů určených vládou pro pomoc firmám.[105][106][107][108][109][110]
- Dne 28. 5. 2020 poslanec Jan Lipavský (Piráti) interpeloval na premiéra ohledně vysvětlení strategického významu firmy Smartwings a také oslovil ministra Karla Havlíčka ohledně čínské společnosti Rainbow Wisdom Investments, vlastníka 49,9% podílu v letecké společnosti Smartwings, jejíž vlastník společnost Hengxin Enterprises Limited je zaregistrován na Britských Panenských ostrovech, což je daňový ráj a ani další majitele nelze hodnověrně doložit. Ministr nepodal uspokojivou odpověď.[111][112]
- Dne 30. 5. 2020 Marian Jurečka (KDU-ČSL) se vyjádřil ohledně Smartwings, že se nejedná o strategický podnik a že je cílem některých akcionářů přenést budoucí ztráty z podnikání na stát. Pokud by se dle něho mělo společnosti pomoci, tak pouze stejně, jako se pomáhá ostatním v rámci programu Covid III.[113]
- Dne 15. 6. 2020 uvedl v reakci na změnu názoru ministra Havlíčka pro Českou televizi ohledně pomoci Smartwings místopředseda sněmovního rozpočtového výboru Mikuláš Ferjenčík (Piráti): „Proč by český stát měl zachraňovat firmu, která je z půlky v zahraničních rukou a některé firmy druhého majitele sídlí v daňových rájích?[114]
- 16. 6. 2020 Poslanec a ekonomický expert ODS Jan Skopeček považuje za „nejapný vtip“ jednu z podmínek státní pomoci změnu názvu Smartwings na ČSA, které má být, jak uvedl Jiří Šimáně, v podstatě pouze kosmetické. Jan Skopeček garanci za úvěr považuje za možnou po doložení dobré finanční kondice Smartwings před koronakrizí a s realistickým výhledem vývoje v budoucnu. Potíže by mohlo společnosti přinést deklarované udržení určitého počtu pracovníků. Poslanec Jan Lipavský – (Piráti)prohlásil: „Změna názvu společnosti je jen mediální gesto. Firma nijak nezmění fungování jejího leteckého byznysu a neodstraní ani další problémy, jako je to, že firmu drží Čína přes daňové ráje a my bychom ji měli dotovat.“ Dle jeho názoru by stát ručil za úvěr společnosti, která může zbankrotovat. Ztrátu by pak zaplatili čeští daňoví poplatníci. Věra Kovářová (STAN), členka podvýboru pro dopravu rovněž oponuje tomu, že by stát měl ručit za úvěr. Dle jejího názoru je problémová vlastnická struktura Smartwings a je důležité klást otázku, proč stát bude pomáhat pouze jedné společnosti. Uvedla rovněž: „Mnoho strategičtějších podniků se může dostat do podobných problémů a tady chybí komplexní řešení. Na podzim mohou mít problémy i další firmy. Ostatní státy aerolinky podporují, ale tam mají většinou nějaký podíl.“[115]
- Dne 18. 6. 2020 na jednání podvýboru Poslanecké sněmovny pro letectví a vesmírný program zjišťoval poslanec Jan Lipavský(Piráti),jak ministerstvo (dopravy) přišlo k výpočtu možné škody pro stát, kdyby Smartwings krachnul: „Jsme v těžké ekonomické krizi a je na místě se ptát, jak může firma udržet plnou zaměstnanost.“ Zdůraznil majetkovou strukturu společnosti s tím, že polovina Smartwings patří Čínské lidové republice. Nesouhlasil s nátlakovými akcemi aerolinek, například s PR inzeráty v médiích. Uvedl, že by stát měl uveřejnit co nejvíce dat, která by ukázala, jak moc je pomoc pro Smartwings oprávněná. Poslanec Ondřej Polanský (Piráti uvedl, že by se systémová pomoc pro firmy z dopravy měla dostat do zákona.[91]
- Dne 23. 6. 2020 (vydáno 24. 6. 2020) Zaznívají informace o tvrdém lobbingu společnosti Smartwings u vlády ohledně speciální pomoci, momentálně formou záruk u bank v možné výši až 900 000 000 korun. Vojtěch Munzar – ODS zamítá direktní vstup státu speciálně ne za cenu pouhé změny názvu skupiny. Důležité jsou informace o skutečné finanční situaci Smartwings předkoronavirovou krizí a prognóza do budoucna. Rovněž poslanci Leovi Luzarovi (KSČM) vadí změna názvu s tím, že: „Dívám se velmi kriticky na překotně objevený patriotismus a snahy hrát na strunu národní letecké společnosti s anglickým jménem. České aerolinie byly tou značkou a hodnotou, než byly prodány. Považuje i za nelogické zmenšování komfortu pro cestující za cenu velkých zisků akcionářů firmy. Uvedl rovněž : „A pokud jim (Smartwings) teče dnes do bot, měli by spíše než natáhnout ruku pro peníze raději říci, jak chtějí získat zpět důvěru cestujících, kteří již před koronavirem začali hledat dopravce mimo Smartwings,“ Proti je i poslanec vládního hnutí ANO Jiří Bláha, který se ale zřejmě výboru nezúčastní. „Je to jednoznačné. Nemůžeme zvýhodňovat jednu firmu před druhou. Společnost má možnost použít stabilní nástroje, které jsou k dispozici a na které řada firem ani nedosáhne. Osobně se domnívám, že by se spíše měli podpořit regionální podnikatelé, kteří drží ekonomiku a zaměstnanost. Pokud se totiž položí regiony, tak to bude teprve špatné, protože ve městech a vesnicích nebude žádná práce,“ řekl Bláha. Podle něj musí stát myslet na normální občany, kteří tvoří páteř ekonomiky. Ministr Lubomír Zaorálek (ČSSD) rovněž nesouhlasí se státní pomocí soukromé firmě: „Doufám, že k tomu nedojde. V tuto chvíli trvám na tom, že my jednotlivým firmám nepomáháme a věřím, že to tak zůstane.“[116][117]

##### Reakce společnosti Smartwings
- Dne 18. 5. 2020 uvedla společnost: „Společnost Smartwings prohlašuje, že nemá a nikdy neměla zájem o vstup státu do společnosti Smartwings. Nic takové od vedení společnosti nikdy nezaznělo.“[118]
- Dne 20. 5. 2020 probíhala Valná hromada společnosti.[119][120] Výstupy nebyly k 21. 5. 2020 oznámeny. Valná hromada byla přerušena, má pokračovat příští týden. Bylo oznámeno, že: „Akcionáři společnosti se nyní soustředí na další jednání v expertní komisi Ministerstva dopravy.“[121]
- Dne 27. 5. 2020 prohlásil Jiří Šimáně, spoluvlastník Smartwings, v pořadu televize Prima, že sám Ryanair přijal finanční pomoc od britské vlády a kritizuje případnou státní dotaci pro Smartwings.[81] Ryanair však získal půjčku (podobně jako EasyJet či maďarský Wizz Air, nezískaly ji kvůli nesplnění podmínek třeba British Airways) skrze program United Kingdom’s Covid Corporate Financing Facility vytvořený již v březnu 2020 a půjčující dle jasně vypsaných pravidel.[122][123][124][125]

- Dne 28. 5. 2020 uvedl Jaroslav Tvrdík, zástupce jednoho z akcionářů a člen dozorčí rady čínské společnosti CITIC Europe ke kauze vlastníků otevřené poslancem Janem Lipavským, že „100% vlastníkem společnosti Rainbow Wisdom Investments Limited je největší čínský státní konglomerát CITIC Group Corporation. Společnost drží prostřednictvím své dceřiné společnosti“ s tím, že profitujícím vlastníkem Citic Group Corporation je Ministerstvo financí Čínské lidové republiky.[111]
- Dne 4. 6. 2020 se valná hromada společnosti dohodla na schválení finančního modelu společnosti. Orgán Valné hromady Smartwings považoval stát za partnera a kladl si podmínky pro svou záchranu, neboť dle mluvčí Smartwings: „Všichni akcionáři společnosti jsou připraveni, za předpokladu dosažení komplexní dohody všech tří stran včetně státu, finančně se podílet na záchraně společnosti.“ Současný podíl státu by měla být půjčka ve výši 900 000 000 Kč.[126][127][85]
- Dne 12. 6. 2020 Společnost si zaplatila další PR kampaň – inzeráty (s chybou – uvádějí, že jsou česká společnost) v tištěných novinách volající po její záchraně státem. Předchozí PR kampaň na svou záchranu státem spustil Smartwings začátkem května – web SOS Smartwings – Neberte nám křídla s placenou reklamou na Google, podpořený facebookovou skupinou stejného názvu, kde uvádí společnost Smartwings nepravdivé či zavádějící údaje – například tam není uveden čínský spoluvlastník firmy.[128][129][130][131][132] V žádné letecké společnosti v Evropské unii podpořené vládami členských zemí (a uváděných v inzerátech a PR kampani Smartwings) nevlastní téměř poloviční podíl Čínská lidová republika.[132]
- Dne 15. 6. 2020 Společnost Smartwings v reakci na podmínky ministra Karla Havlíčka požádala o změnu názvu na ČSA v obchodním rejstříku.[114]
- Dne 17. 6. 2020 prohlásil jeden z majitelů, miliardář Jiří Šimáně, že dopravce Smartwings nebude měnit označení letadel, ani barvy společnosti Smartwings kvůli podmínce ministra dopravy Karla Havlíčka (Hnutí ANO) na přejmenování firmy ze Smartwings na ČSA. To se dle Šimáněho představ týká jen názvu celé skupiny.[133]
- Dne 18. 6. 2020 Jednání Podvýboru Poslanecké sněmovny pro letectví a vesmírný program se zúčastnil i jeden z vlastníků Smartwings, Roman Vik. Poprvé upřesnil, že 2 500 lidí pro Smartwings pracuje jen v letní sezóně. Uvedl, že se zde vytvořila mediální schizofrenie ohledně počtu zaměstnanců. (Tento počet je ale uváděn v PR kampani nazvané sos Smartwings.) Dále například zmínil, že (v případě obdržení státní podpory) bude společnost hledat způsoby, jak používat na odbavování třeba služby Czech Airlines Handling, jenž patří státní firmě Letišti Praha. Dosud využívá na odbavení jinou společnost.[91]
- V červenci 2020 oznámila ukončení spolupráce se Smartwings kvůli ekonomické nevýhodnosti(ještě v době před COVID-19) handlingová společnost Menzies zajišťující pozemní služby odbavení, tedy odbavení cestujících, letadel, nákladu a pošty. 22.7.2020 Smartwings oznámil uzavření smlouvy na handling letadel se společností Czech Airlines Handling, která patří státní firmě Letiště Praha.[134][135]
- V srpnu 2020 přestal fungovat reklamní PR web společnosti zvaný SOS Smartwings a Facebook společnosti Smartwings s názvem "Neberte nám křídla", které požadovaly státní podporu pro společnost Smartwings.[136][137]

##### Postoj státní firmy Letiště Praha
- 100% česká státní firma Letiště Praha je dle obecné analýzy Ministerstva dopravy jedním z největších věřitelů firmy Smartwings. K situaci se vyjádřil Václav Řehoř, předseda představenstva firmy, který uvedl, že v případě státní podpory pro Smartwings, bude muset společnost Smartwings zaplatit veškeré pohledávky vůči letišti. Dále řekl, že: „Jsme připraveni na obě varianty, tedy že Smartwings zkrachují i nezkrachují. Nemůžeme čekat, co se stane s jedním z našich dopravců, natožpak s tak významným.“[138]

##### Různé
- Jiří Šimáně i Roman Vik jsou přátelé premiéra Andreje Babiše (Hnutí Ano) a jeho rodiny. Jiří Šimáně mu byl na svatbě.[139] S rodinou Vikových trávil premiér Babiš rodinnou dovolenou či sportovní utkání, jak bylo zjištěno v červenci 2020.[140]

## Zaměstnanci
Společnost zaměstnává pracovníky jak v plném zaměstnaneckém poměru, tak na pracovní smlouvy na dobu neurčitou a na dobu určitou. Rovněž je možné pracovat na dohody o pracovní činnosti a dohody o provedení práce na letní období. To se týká zejména leteckého personálu, který je najímán na letní leteckou sezonu. Jedná se zejména o studenty.
- V roce 2015 zaměstnávala společnost Travel Service (předchůdce Smartwings) 56 % mužů a 44 % žen. Majorita žen byla ve věkové kategorii do 30 let a většina mužů ve věkové kategorii do 40 let.[141][142][143]
- Na konci dubna 2020 v důsledku covidu-19 informoval Jiří Šimáně o propouštění zaměstnanců, pokud nebude poskytnuta finanční pomoc státu.[71] Ve stejné době, v květnu 2020 (citováno 5. 5. 2020) Smartwings hledal množství pracovníků na různé pozice administrativní, technické i palubní průvodčí.[144]
- V únoru 2021 společnost v návrhu na vyhlášení moratoria uvádí, že propustila 481 lidí.[145] Nedošlo ale k upřesnění, zda je v tomto počtu propuštěných zaměstnanců započítáno 430 zaměstnanců ČSA, kteří dostali výpovědi, nebo se jedná o celkový počet výpovědí pouze u letecké společnosti Smartwings bez zaměstnanců ČSA. ČSA patří pod společnost Smartwings. [146]
- Ve společnosti Travel Service létal na pozici dopravního pilota syn premiéra Andreje Babiše, Andrej Babiš mladší. Nezískal však samostatnou licenci pro Boeing 737, neb zřejmě nesložil závěrečnou zkoušku, takzvaný line check.[147][148]

## SMART UNITY, odborová organizace pilotů SMARTWINGS, a.s.
První kroky k založení organizace SMART Unity začaly na začátku roku 2023, kdy po pandemii covidu-19 opět narůstal počet letů, avšak pracovní podmínky pilotů společnosti SMARTWINGS a.s. zůstávaly beze změny. Ve stejné době byly vedením společnosti rozesílány e-maily, s jejichž obsahem část pilotů nesouhlasila. Reakcí bylo zahájení otevřených diskusí mezi piloty s cílem zlepšit komunikaci se zaměstnavatelem. Výsledkem těchto diskusí byl společný dopis pilotů, který usiloval o zlepšení komunikace mezi piloty a vedením, snížení fluktuace, nalezení široce podporovaného konceptu řešení problémů, omezení přijímání sezónních kontraktorů a navrácení pracovních podmínek alespoň na úroveň před pandemií.  V květnu 2023 byla na platformě Discord založena komunikační skupina SMART Chat, která během jednoho roku sdružila více než dvě třetiny aktivních pilotů společnosti, z nichž většina byla členy odborů.  Dne 29. června 2024 byla formálně založena odborová organizace SMART Unity s cílem zlepšovat pracovní podmínky dopravních pilotů společnosti SMARTWINGS a.s. Tento krok představoval institucionalizaci dosavadních neformálních aktivit a poskytl jim právní rámec pro jednání se zaměstnavatelem.

## Flotila

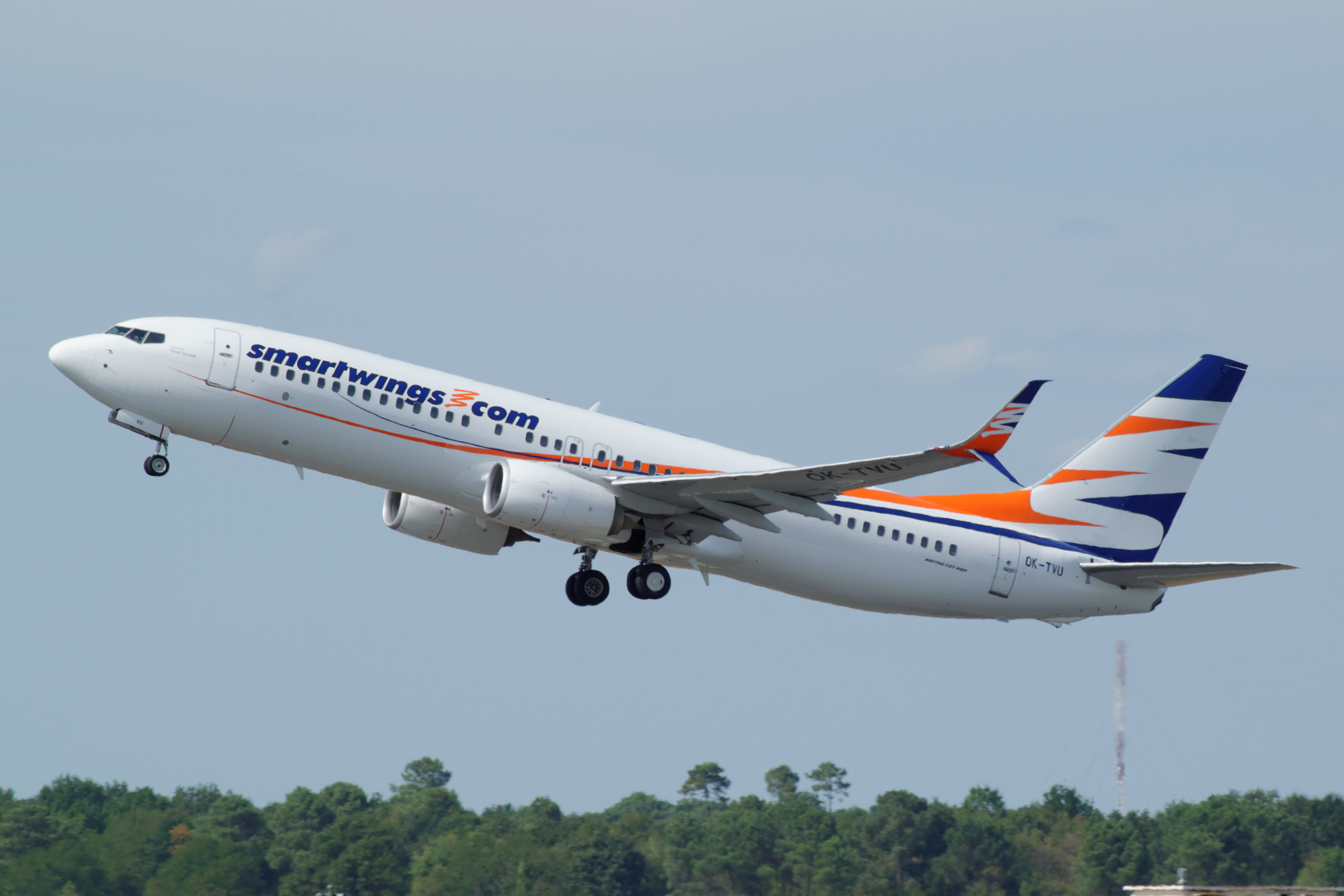
Boeing 737-800 společnosti Smartwings, 2018

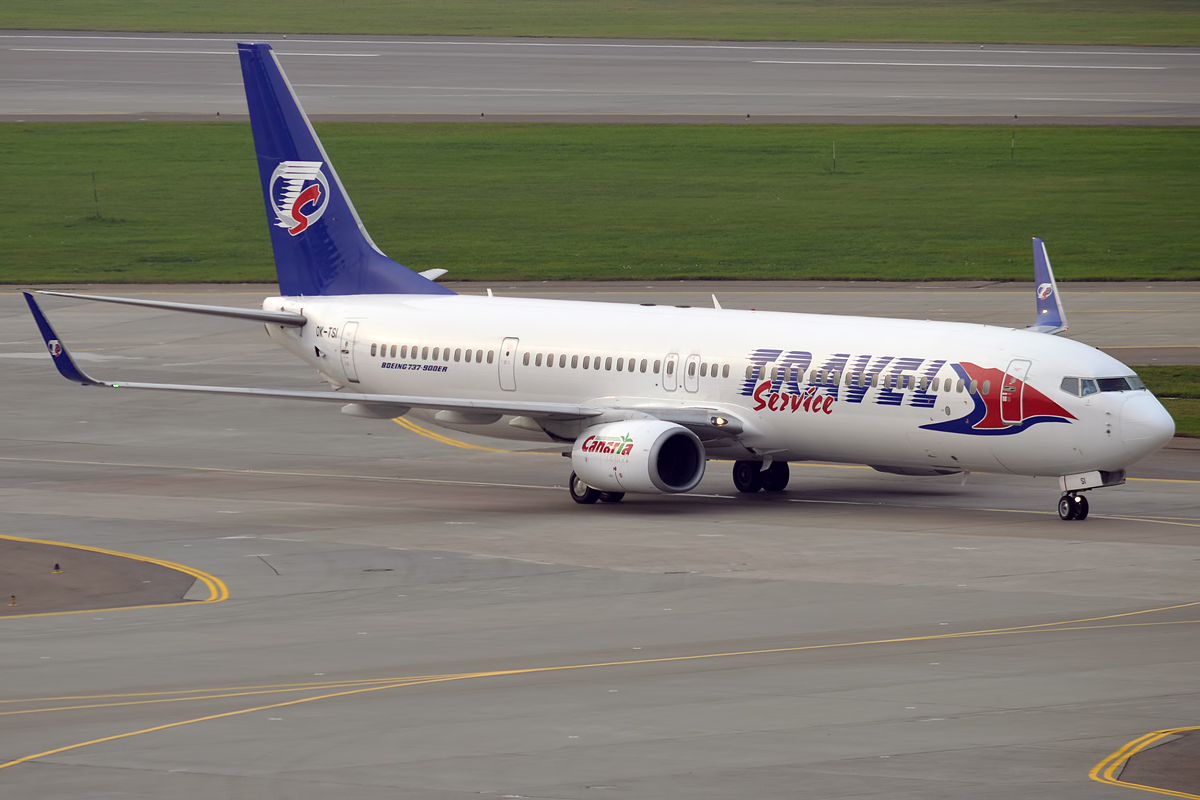
Boeing 737-900 společnosti Smartwings v barvách Travel Service, 2016

### Současná

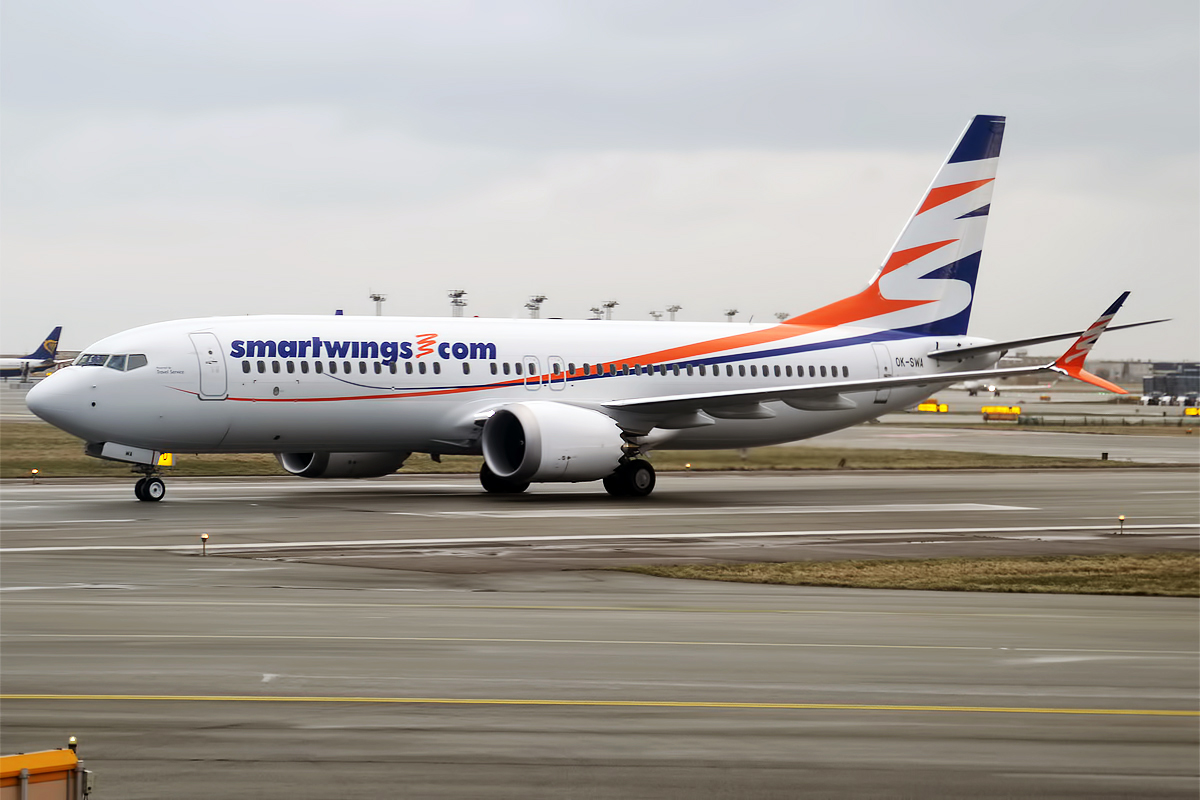
Boeing 737 MAX 8

Smartwings provozoval v březnu 2019 flotilu uvedenou v tabulce a složenou z následujících letadel. Seznam zahrnuje jak letadla v barvách Smartwings, tak i ve starých barvách Travel Service. Poznávací značky (imatrikulace) letadel jsou obvykle OK-TVx, OK-TSx či OK-SWx.
V květnu 2020 provozovala společnost 53 letadel, získaná zejména na různé typy leasingu, například na operativní leasing, kdy se po uplynutí doby leasingu letadlo vrátí vlastníkovi. Letadla typu Boeing 737-8 MAX byla uzemněna v roce 2019 kvůli závadě jak v Praze, tak v USA kde jsou firmou dosud nepřevzatá letadla typu Boeing 737-8 MAX s firemní imatrikulací.  

##### Vlastnictví flotily Smartwings
Letadla provozovaná a leasovaná Smartwings jsou vlastněna různými společnostmi zejména se sídlem v Irsku. Například letadla s imatrikulací OK-TVJ a OK-TVH jsou vlastněná firmou AVIATOR EOL 29351, Limited, Dublin 2, letadla OK-TVF a OK-TSR, OK-TVY jsou vlastněna firmou WILMINGTON TRUST SP SERVICES (DUBLIN) LTD, letadla OK-TVO, OK-TSE, OK-TSS vlastní MACQUARIE AEROSPACE AF (IRELAND) LIMITED, letadlo OK-TVG vlastní firma Wells Fargo Trust Company, letadla OK-SWW, OK-TSD vlastní irská společnost ILFC Aircraft 73B-35275 Limited, letadlo OK-SWT vlastní společnost KLAATU AIRCRAFT LEASING (IRELAND) LIMITED, letadlo OK-TSF vlastní společnost NBB MURRELET CO., LTD., letadlo OK- TSO vlastní firma Awas 35793, New York, letadla OK-TSU, OK-TVL, OK-TVM vlastní společnosti HORIZON AVIATION 2 LIMITED, letadlo OK-TVP vlastní firma DCAL 5 Leasing Limited, letadla OK-TVR a OK-TVS, OK-TVT, vlastní společnost Celestial Aviation Trading 12 Limited, letadla OK-TVU, OK-TVV jsou vlastněna firmou START IRELAND LEASING 7 LIMITED, OK-TVW vlastní společnost SASOF III (A22) Aviation Ireland DAC, letadlo OK-TSI vlastní firma RITA LEASING DESIGNATED ACTIVITY COMPANY, OK-TSG nenalezeno v leteckém rejstříku.  

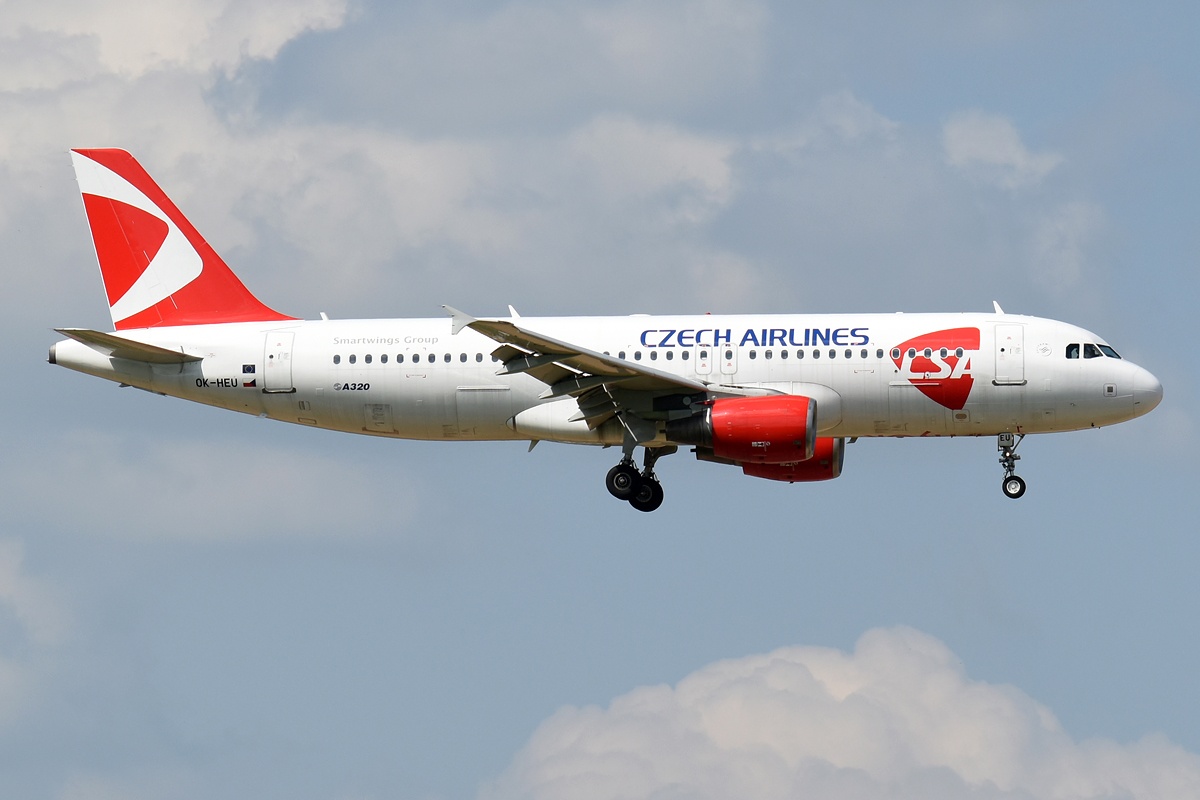
Airbus A320 v barvách ČSA

| Letadlo          | Počet | Objednávky | Cestující | Cestující | Cestující | Poznámky                                                                                       |
| Letadlo          | Počet | Objednávky | C         | Y         | Celkem    | Poznámky                                                                                       |
| ---------------- | ----- | ---------- | --------- | --------- | --------- | ---------------------------------------------------------------------------------------------- |
| Airbus A220-300  | 4     | -          | -         | 149       | 149       | OK-EYA, OK-EYB, OK-FYC, OK-FYD v barvách ČSA                                                   |
| Airbus A320-214  | 3     | -          | -         | 180       | 180       | OK-HEU, OK-IOO v barvách ČSA, 9H-VDS pronajatý od maltské Galistair Infinite Aviation          |
| Boeing 737-700   | 2     | -          | -         | 148       | 148       | OK-SWT, OK-SWW                                                                                 |
| Boeing 737-800   | 23    | -          | -         | 189       | 189       | Tři letadla jsou pronajata společností Sunwing, OK-TSG operováno pod Smartwings Slovakia       |
| Boeing 737 MAX 8 | 12    | 1          | -         | 189       | 189       | OK-SWA, OK-SWB, OK-SWC, OK-SWD, OK-SWE, OK-SWF, OK-SWH, OK-SWI, OK-SWJ, OK-SWK, OK-SWL, OK-SWM |
| Boeing 737-900   | 2     | -          | -         | 220       | 220       | OK-TSI, OK-TSM v barvách Travel Service                                                        |
| Celkem           | 46    | 1          |           |           |           |                                                                                                |

### Business jet

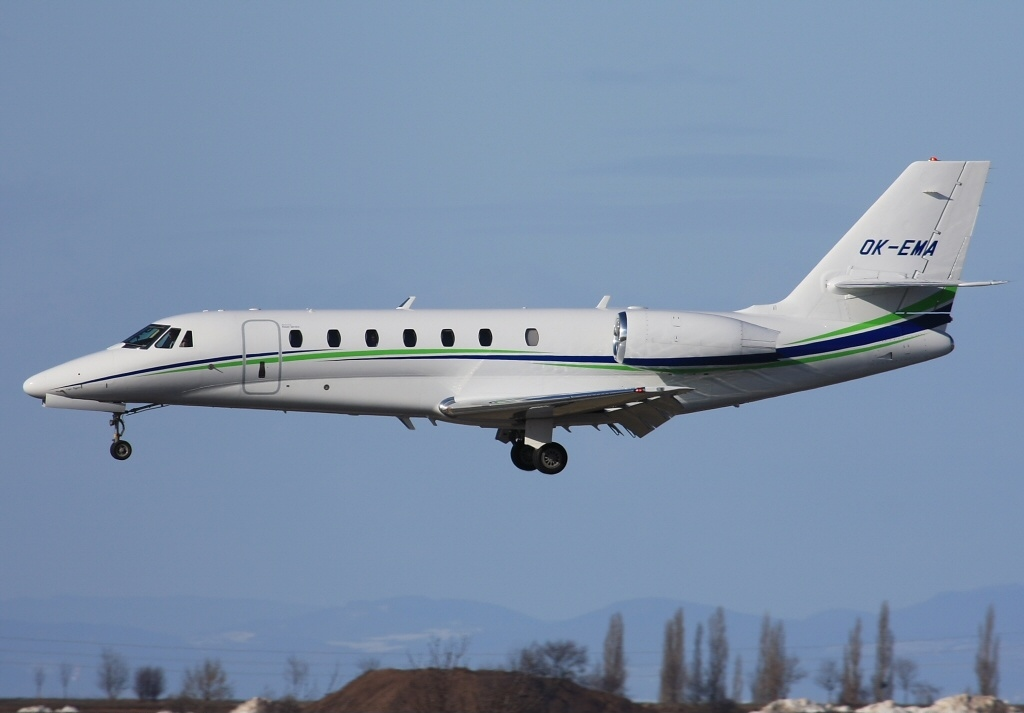
Cessna 680 Citation Sovereign
- businessjet pro tzv. aerotaxi lety Smartwings

Smartwings provozuje následující business jety, s kterými létá lety typu aerotaxi, fungujícím vnitrostátně i během pandemie covidu-19.
- Letouny s imatrikulací OK-EMA, OK-JRT, OK-JRS a OK-UGJ vlastní UG Jet 2, s.r.o. [159], [160] Jiřího Šimáněho a Jiřího Šmejkala skrze Unimex Group.
- Letoun OK-SEM vlastní firma Textron Aviation Inc. [161][162][163]

| Letadlo                        | Počet | Objednávky | Cestující | Poznámky |
| ------------------------------ | ----- | ---------- | --------- | -------- |
| Cessna 680 Citation Sovereign  | 5     | —          | 9         |          |
| Cessna 680 Citation Sovereign+ | 1     | —          | 9         |          |
| Celkem                         | 6     | —          |           |          |

### Historická

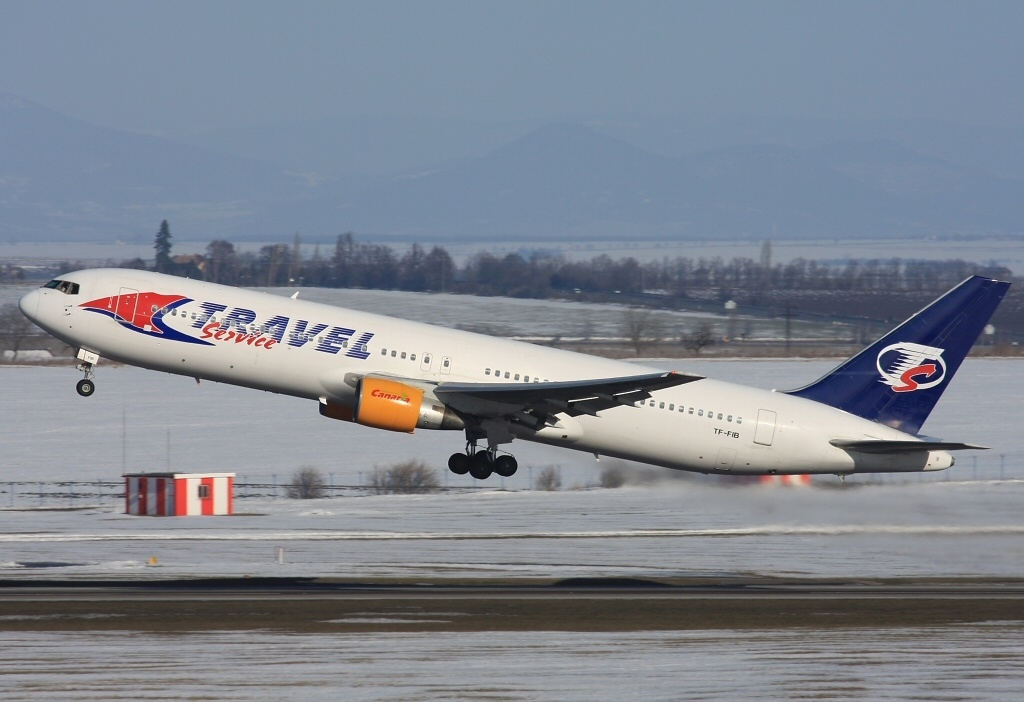
Boeing 767-300ER, který měl Travel Service vypůjčený na zimní sezónu 2008/09 a 2009/10

Společnost Smartwings provozovala tyto typy letadel:
- Boeing 737-800 – nahrazeny Boeingem 737MAX
- Airbus A320-200 – pronájem na letní sezóny
- např. od SmartLynx, Orange2fly
- Airbus A330-200 – pronájem na zimní sezónu 2018/19 od AirTransat. Letadlo bylo provozováno ČSA, s českou registrací a létalo z Varšavy.
- Airbus A350-900 (2019)[164]
- Boeing 737-400 (1998–2007) - nahrazeny Boeingy 737-800.
- Boeing 737-500 (2004–2012) - operovány nízkonákladové pravidelné lety pod značkou Smartwings, nahrazeny Boeingy 737-800.
- Boeing 757-200 (2007)
- Boeing 767-300ER (pronajat na zimu 2008/9 a 2009/10)
- Tupolev Tu-154M OK-VCP (1997–1999)

## Servis letadel
Velkou část servisu letadel společnosti Smartwings provádí společnost Lufthansa Technik - dceřiná firma německé letecké společnosti. Dle webových stránek (stav únor 2021) společnosti Avia Prime zabývajících se servisem letadel, neprovádí tato společnost servis pro společnost Smartwings. Některá česká periodika v letech 2017 a 2020 ovšem uváděla, že společnost Avia Prime opravuje letadla společnosti Smartwings na bázi ve Varšavě. Poloviční podíl v této společnosti vlastní Fond Hartenberg, jenž spadá pod firmu SynBiol, jejímž majitelem je svěřenecký fond Andreje Babiše.  

## Incidenty
Při nehodách letounů Smartwings (dříve Travel Service) za celou historii této společnosti nikdo nezahynul, ani nikdy nebylo nenávratně poškozeno letadlo.
- 10. října 2010 musel letoun Travel Service pod značkou Smartwings mířící z Barcelony do Prahy nouzově přistát v italské Veroně kvůli nefunkčnímu vyrovnávání tlaku, nikdo z 109 cestujících nebyl zraněn.[169]
- 25. srpna 2013 ve 14:47 letoun Travel Service Boeing 737-800 (OK-TVG) na letu z Burgasu přistál na ranveji 27 pardubického letiště, ale přejel její konec a zastavil se až 150 metrů za ní na měkkém povrchu. Nikdo ze 191 lidí na palubě nebyl zraněn, letoun nebyl poškozen, letiště bylo kvůli vyšetřování této nehody následně na několik hodin uzavřeno. Příčinou bylo nedodržení provozních postupů a piloty nesprávně zvolený způsob přistání.[170]
- 24. srpna 2016 musel letoun Boeing 737-800 při letu z Malagy do Prahy nouzově přistát kvůli podezření na úniku oleje z levého motoru. Na palubě bylo 154 cestujících a 6 členů posádky, nikdo nebyl zraněn.[171] Společnost musela pro cestující vyslat náhradní letoun.
- 18. července 2017 letoun Airbus A320 registrace SX-ORG operovaný společností Orange2Fly pro Travel Service sjel po přistání na letišti v Burgasu z ranveje. Jednalo se o let QS1482 z Brna. Na palubě bylo 178 pasažérů, nikdo z nich se nezranil.[172] Nehoda se odehrála v 8:48 ráno,[173] letiště bylo následovně až do 11:00 uzavřeno.[174] Nehodou se zabývalo Ministerstvo dopravy Bulharska. Z oficiální zprávy vydané místním úřadem ze dne 8. února 2021 bylo zjištěno, že hlavními příčinami tohoto incidentu bylo selhání hydraulického systému při přiblížení na přistání. Dále se ve zprávě uvádí, že piloti provedli nesprávné postupy při přistání, kdy použili maximální chod brzd a zapnuli oba reverzory. V důsledku úniku kapaliny se aktivoval pouze pravý. Zpočátku se sklon vybočení z dráhy dařilo korigovat pomocí kormidla, ale následně již posádka nebyla schopna udržet letadlo v přímém směru, a proto letadlo při rychlosti zhruba 113 km/h opustilo dráhu. [3]
- 23. března 2018 nasála klimatizace letounu Boeing 737-800 (OK-TVP) na letišti v Budapešti velké množství exhalací z push-back vozidla, které vytlačovalo letadlo ze stojánky. To způsobilo zakouření kabiny a následnou paniku. Při následné evakuaci pomocí skluzů se vážně zranila jedna cestující.
- 1. srpna 2018 vyjel Boeing 737-800 Travel Service (provozovaný americkou společností Swift Air) po přistání z dráhy na letišti v Pardubicích.[175] Nikdo nebyl zraněn. Incident si vyžádal uzavření letiště na několik hodin. Šlo o let z řeckého Iraklio.
- 13. ledna 2019 vyjel Boeing 737-900 Smartwings při vzletu z dráhy moskevského letiště Šeremeťjevo. Ze sněhu letoun musela vytáhnout letištní technika, z 39 cestujících a 7 členů personálu nikdo nebyl zraněn.[176]
- 17. května 2019 Na pojížděcí dráze Letiště Václava Havla Praha nedaleko vjezdu na hlavní vzletovou a přistávací dráhu došlo ke kolizi dvou letadel společnosti Smartwings. Boeing 737 společnosti Smartwings zavadil koncem křídla o stabilizátor Boeingu 737 společnosti Swift Air, který si Smartwings i s posádkou pronajaly od této americké společnosti. Letadlo Smartwings mířilo na ostrov Madeiru a letadlo letící pro Smartwings mělo letět do tuniského letoviska Monastir. Při incidentu zasahovali hasiči, došlo k majetkovým škodám a oba letouny nebyly bez opravy schopny letu. Dle Ústavu pro odborné zjišťování příčin leteckých nehod (ÚZPLN), který vydal závěrečnou zprávu k incidentu, byla chyba na straně pilotů, kteří byli nepozorní. [177] [178]
- 22. srpna 2019 musel Boeing 737-800 Smartwings registrace OK-TVO na lince QS1125 z ostrova Samos do Prahy přistávat na Letišti Václava Havla pouze s jedním motorem (viz Let Smartwings QS1125). Bylo zjištěno, že posádka letěla s jediným motorem po téměř celou trasu, nepřistála dle předpisů na nejbližším letišti, neinformovala pracovníky řízení letového provozu v jednotlivých zemích a stav nouze vyhlásila až nad Prahou.[179][180] V říjnu 2019 Úřad pro civilní letectví zahájil správní řízení ve věci tohoto incidentu, který vešel ve známost jako "Let na jeden motor". Při zjištění pochybení může být výsledkem například zákaz činnosti či jiný disciplinární postih. V krajním případě lze podat i trestní oznámení. [181]. Dle výsledků rozhodnutí Ústavu pro odborné zjišťování příčin leteckých nehod (ÚZPLN) vydaném v červenci 2020 kapitán letadla Pavel Veselý, v době incidentu letový ředitel společnosti Smartwings (tedy šéf všech pilotů) a instruktor pilotů [182] [183], udělal 21 pochybení včetně odmítnutí požadavku druhého pilota na klesání do nižší letové hladiny, tedy přistát.
  - Ohrozil sebe i cestující také tím, že nevzal v potaz další nepředvídatelné okolnosti, například to, že výpadek motoru mohlo způsobit kontaminované palivo, rovněž neměl dostatek paliva na dolet na případné záložní letiště.
  - Zároveň ignoroval druhého pilota, který ho naváděl na standardní postup v těchto situacích, tedy přistání na nejbližším letišti, nediskutoval s druhým pilotem svá rozhodnutí, což je podstatné pro tzv. křížovou kontrolu, která má zabezpečit provedení úkonů dle standardních předpisů a snížit selhání lidského faktoru. Tím rovněž neumožnil vytvořit v posádce reálnou a společnou strategii pro bezpečné dokončení letu. Nekomunikoval o problému ani s posádkou letadla.
  - Kapitán závadu - nefunkční motor - nestandardně neoznámil ani řídícím letového provozu v Maďarsku či v Rakousku, přičemž oznámení závady je standardní postup dle mezinárodních leteckých předpisů umožňující prioritu letu kvůli závadě a teoretickou přípravu řídících letového provozu v dané zemi na krizovou situaci způsobenu závadou.
  - Po letu nedošlo k relevantnímu zápisu do tzv. Defect LogBook, tedy knihy závad. Kapitán rovněž nevydal pokyny k zabezpečení (tedy uchování záznamu) komunikace v kokpitu stanovené předpisem pro tento typ nehod.
  - Ústav pro odborné zjišťování příčin leteckých nehod nevyloučil ani přímo nepotvrdil, že ohrožení cestujících bylo kapitánem a zároveň letovým ředitelem Smartwings způsobeno kvůli penězům, které by Smartwings musel vydat na vyslání náhradního letadla.
  - Kapitán byl poslán na psychologické vyšetření. Ve věci přestupku byly zahájeny úkony v trestním řízení, jejichž výsledky nejsou dosud známy.[184] [185] [186] [187] [188]
  - Vyšetřování incidentu zdrželo odvolání kapitána Veselého ze dne 24.9.2019 proti zahájení řízení o přestupku, které provedl Úřad pro civilní letectví (ÚCL) dle zákona č. 250/2016 Sb., zákon o odpovědnosti za přestupky a řízení o nich, vydáním předběžného opatření o zákazu výkonu funkce velitele letadla v obchodní letecké dopravě pro kapitána Veselého. Kapitán Veselý se proti tomuto opatření nejen odvolal, ale dokonce i uvedl podjatost všech úředních osob podílejících se na vedení řízení o přestupku včetně ředitele Úřadu pro civilní letectví. Ministerstvo dopravy ČR, což je kompetentní odvolací správní orgán, z procesních důvodů napadené rozhodnutí Úřadu v celém rozsahu zrušilo se závěrem, že o námitce podjatosti úředních osob bude rozhodnuto zvlášť. Do doby vydání rozhodnutí MD ČR o podjatosti úředních osob nemohl ÚCL v této věci dále konat, a z tohoto důvodu byly zrušeny nebo odloženy veškeré úkony související s přestupkovým řízením vůči veliteli letadla, který tak mohl nadále řídit dopravní letadlo jako kapitán. [188]